# Lisbeth Bech-Nielsen
Lisbeth Bech-Nielsen, née le 1er décembre 1982 à Sønderborg (Danemark), est une femme politique danoise, membre du Parti populaire socialiste.

## Biographie
Lisbeth Bech-Nielsen commence en 2003 des études en politique et en administration à l'université d'Aalborg, où elle obtient une licence en 2006. Elle obtient ensuite une maîtrise en développement et relations internationales dans le même établissement en 2009. En parallèle de ses études, elle travaille comme coordinatrice pour le Danish Refugee Council entre 2004 et 2007.
Après ses études, elle devient brièvement professeure en études sociales, avant de devenir coordinatrice de projet à l'université d'Aalborg en 2010.
Lisbeth Bech-Nielsen est engagée au sein du Parti populaire socialiste, dont elle préside la section locale d'Aalborg de 2008 à 2011. Elle est élue députée au Folketing sous les couleurs du parti lors des élections législatives de 2011, dans la circonscription du Jutland du Nord. 
En juin 2012, elle fait partie des députés du Parti populaire socialiste à critiquer le projet de réforme fiscale défendu par le gouvernement et soutenu par deux partis de l'opposition de droite, Venstre et le Parti populaire conservateur. Elle choisit finalement de voter en faveur du projet, expliquant estimer que s'y opposer reviendrait à remettre en cause son appartenance à son parti. En septembre, elle apporte son soutien à Annette Vilhelmsen, candidate de l'aile gauche du mouvement, dans sa campagne victorieuse pour la présidence du parti.
En décembre 2013, elle devient la porte-parole politique de son groupe parlementaire après l'entrée au gouvernement de Jonas Dahl, mais quitte ce rôle seulement quelques semaines plus tard, lors de la crise interne provoquée par le départ du Parti populaire socialiste de la coalition gouvernementale en janvier 2014,.
Elle est réélue pour un second mandat lors des élections législatives de juin 2015, puis pour un troisième mandat lors des élections législatives de 2019,. Durant ces législatures, elle assure plusieurs rôles au sein de son groupe parlementaire, et particulièrement celui de porte-parole aux finances.
Elle remporte un quatrième mandat lors des élections législatives anticipées de novembre 2022, cette fois-ci dans la circonscription de Copenhague. Après le scrutin, elle reste porte-parole pour les finances, et prend la présidence de la commission parlementaire sur la numérisation et les nouvelles technologies. En 2023, elle devient plus connue du grand public en remarquant certaines erreurs dans l'affaire Elbit, un scandale concernant l'achat d'armes par le gouvernement danois à une société sans appel d'offres, qui conduisent à la démission du secrétaire général du ministère de la Défense.
En décembre 2024, elle cède son rôle de porte-parole aux finances à son collègue Sigurd Agersnap et devient alors de nouveau la porte-parole politique de son groupe.